# Silbermann (Gemeinde Friesach)
Silbermann ist eine Ortschaft in der Gemeinde Friesach im Bezirk Sankt Veit an der Glan in Kärnten (Österreich). Die Ortschaft hat 16 Einwohner (Stand 1. Jänner 2024). Sie liegt auf dem Gebiet der Katastralgemeinde Zeltschach.

## Lage
Silbermann liegt im Norden des Bezirks Sankt Veit an der Glan, im Guttaringer Bergland, etwa 1 ½ km nordöstlich oberhalb des Dorfs Zeltschach.
Im Ort werden folgende Hofnamen geführt: Silbermann (Haus Nr. 1), Gruber (Nr. 2), Pratter/Brater (Nr. 4) und Edenbauer (Nr. 5).

## Geschichte
Der Ortsname hängt wohl mit dem bereits im Hochmittelalter für diese Gegend erwähnten Bergbau zusammen.
Auf dem Gebiet der Steuergemeinde Zeltschach liegend, gehörte Silbermann in der ersten Hälfte des 19. Jahrhunderts zum Steuerbezirk Dürnstein. Bei Gründung der Ortsgemeinden im Zuge der Reformen Mitte des 19. Jahrhunderts kam Silbermann an die Gemeinde Friesach. 1890 spaltete sich die Gemeinde Zeltschach von der Gemeinde Friesach ab, Silbermann gehörte dadurch zur Gemeinde Zeltschach. Mit Jahreswechsel 1972/73 kam Zeltschach samt Silbermann wieder an die Gemeinde Friesach.

## Bevölkerungsentwicklung
Für die Ortschaft ermittelte man folgende Einwohnerzahlen:
- 1869: 6 Häuser, 43 Einwohner[2]
- 1880: 5 Häuser, 30 Einwohner[3]
- 1890: 5 Häuser, 31 Einwohner[4]
- 1900: 6 Häuser, 39 Einwohner[5]
- 1910: 6 Häuser, 25 Einwohner[6]
- 1923: 5 Häuser, 34 Einwohner[7]
- 1934: 30 Einwohner[8]
- 1961: 4 Häuser, 28 Einwohner[9]
- 2001: 4 Gebäude (davon 3 mit Hauptwohnsitz) mit 3 Wohnungen; 16 Einwohner und 1 Nebenwohnsitzfall; 3 Haushalte; 0 Arbeitsstätten, 2 land- und forstwirtschaftliche Betriebe[10]
- 2011: 3 Gebäude, 20 Einwohner, 4 Haushalte, 1 Arbeitsstätte[11]
- 2021: 3 Gebäude, 19 Einwohner, 4 Haushalte, 2 Arbeitsstätten[12]